# Die Weihe am mystischen Quell

Erhalten gebliebener Karton vom Mittelteil des Triptychons von Lechter, um 1903

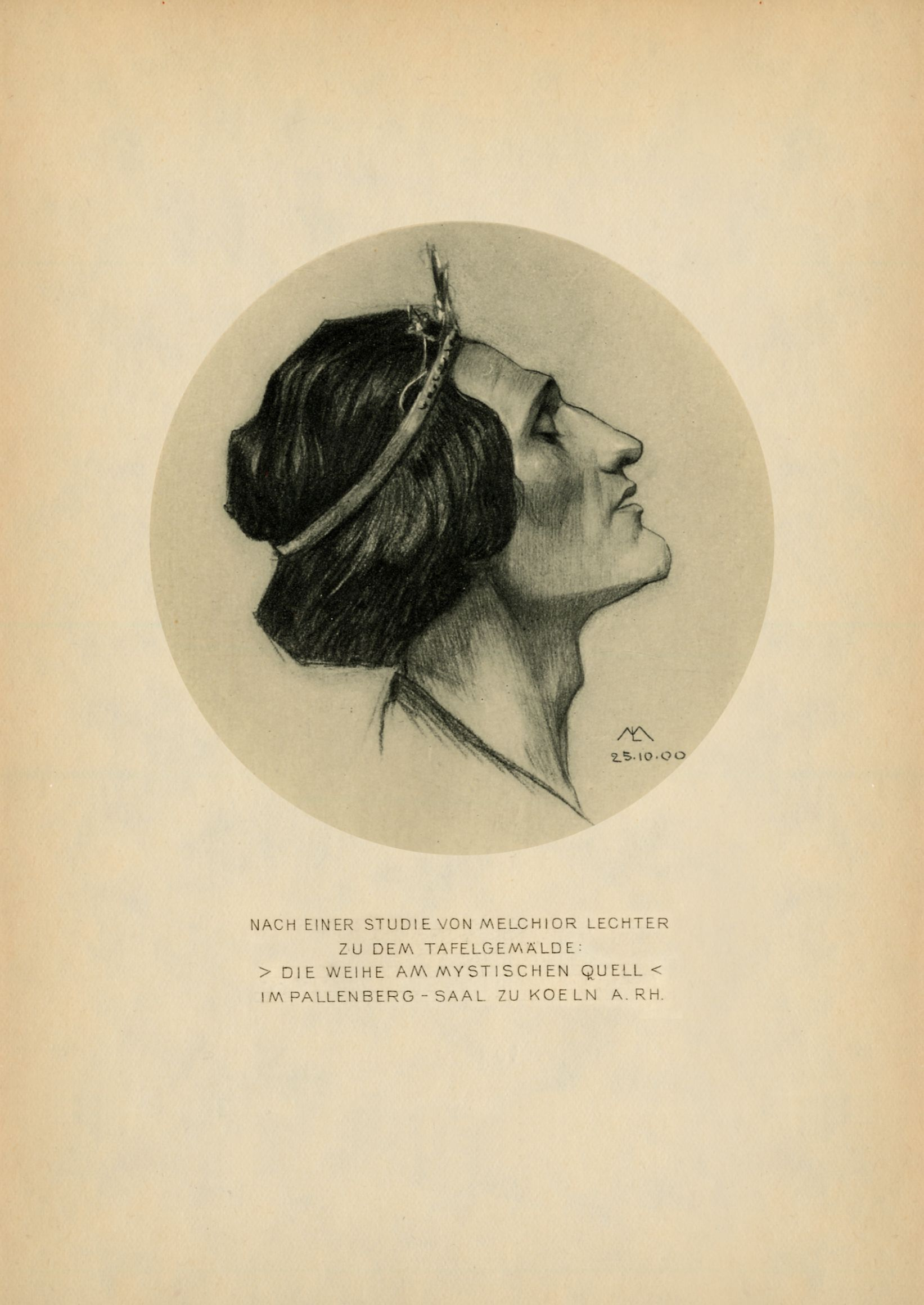
Studie des Dichterkopfes für das Gemälde

Die Weihe am mystischen Quell war ein 1897 bis 1903 geschaffenes, vermutlich 6 Meter langes Gemälde des Malers Melchior Lechter für den Pallenberg-Saal des Kunstgewerbemuseums in Köln am Hansaring, der am 25. Juni 1902 eingeweiht wurde. Das Ensemble des Saales wurde als „räumliches Gesamtkunstwerk des Jugendstils“ auf der Weltausstellung 1900 in Paris mit einer Goldmedaille ausgezeichnet. Das Gemälde wurde als letzter Ausstattungsgegenstand des Pallenberg-Saales am 6. April 1903 der Öffentlichkeit zugänglich gemacht.

## Beschreibung und Hintergrund
Das in Tempera gemalte Triptychon  gilt als Hauptwerk Lechters. Es zeigt den Lyriker Stefan George „beim Empfang des mystischen Quelles Trank“ und symbolisiert die „Erhöhung, Befreiung und Verewigung des Menschen durch die Kunst“.
Im Mittelteil ist eine stilisierte Landschaft mit einem Brunnenhaus dargestellt. Umrahmt von Jungfrauen, von denen eine eine Rahmenharfe spielt und zwei andere Weihrauchkessel schwenken, empfängt der Dichter die höchste Weihen, indem ihm die Königin das aus der Quelle der Kunst strömende Wasser spendet. Der Dichter trägt die Züge von Stefan George; diese wurden auch von Zeitgenossen als solche erkannt. Nach Aurnhammer erinnert die Komposition an die „Verkündigungen“ von Fra Angelico.
Auf dem rechten Seitenflügel des Triptychons ist die Heilige Cäcilia dargestellt, die auf einem Orgel-Positiv musiziert. Der rechte Flügel zeigt zwei über eine Blumenwiese schwebende Engel, die verzückt singen sowie auf einer Violine spielen:
In der ins sakrale gesteigerten Verehrung des Künstlertums wurde Lechter von Richard Wagner und Friedrich Nietzsche inspiriert.
Der auf dem Bild dargestellte Weihespruch lautete:

„Berufen

durch des mystischen Quelles Trank

empfange den heiligen Rausch

aus dem geboren geweihte Werke“

Randlich begleitet wurde das Gemälde durch zwei Bronzestandbilder Otto Stichlings, in denen die Weihe der Kunst auf allen Gebieten darstellt wurde und die mit Inschriften von Friedrich Nietzsche und Stefan George versehen waren.
Am 29. Juni 1943 wurde das Kunstgewerbemuseum – ebenso wie das Diözesan-Museum – während eines alliierten Großangriffs auf Köln ausgebombt und brannte in der Folge nahezu vollständig aus. Der Pallenberg-Saal und ein Großteil seiner fest installierten Ausstattungsgegenstände wurden zerstört, da sie sich nicht wie die anderen Objekte des Saales an einem geschützten Ort auslagern ließen. Von dem Gemälde sind lediglich einige Kartonstudien und Heliogravüren Lechters im Westfälischen Landesmuseum Münster erhalten geblieben. Die am 25. Oktober 1900 angefertigte, 38 Zentimeter große Skizze des Kopfes Stefan Georges in Profilansicht wurde 1932 als Frontispiz des fünften Bandes der Gesamtausgabe von Georges Werken sowie als Einband für den 2014 im Hofenberg-Verlag erschienenen Nachdruck von Georges Gedichtzyklus Der Teppich des Lebens und die Lieder von Traum und Tod genutzt.